# 谢世楞
谢世楞（1935年5月20日—2018年11月7日），浙江慈溪人，中国港口海岸工程专家，中国工程院院士。主持完成的设计100多项，其中国家级重点项目和其他大中型项目多达40多项。

## 生平
1935年出生于上海市。1956年8月，毕业于大连工学院(今大连理工大学)。曾在荷兰进修，进修期间提出直立式防波堤前冲刷公式，被多次引用，并被纳入中国交通部防波堤规范和美国《海岸工程手册》。构建淹没状况下半圆型防波堤上的波浪力计算公式，在实践设计中应用，效果良好。曾担任中国交通部技术顾问，交通部专家委员会委员，中交第一航务工程勘察设计院高级技术顾问，为教授级高级工程师。天津市规划设计委员会主任委员。为天津大学教授，博士生导师。任大连理工大学海岸和近海工程国家重点实验室学术委员会主任。是中国海洋工程学会副理事长，并是亚洲和太平洋海岸工程会议理事。
2018年11月7日因病医治无效，在天津逝世，享年83岁。

## 荣誉
主持的设计与科研项目，曾获得中国国家优秀设计金奖、银奖和国家质量银奖共计3项。
曾获中国国家科技进步二等奖、三等奖共有3项。
获得中国交通部优秀设计一等奖有3项，交通部科技进步奖2项。
曾获得联合国发明创新科技之星奖。
有3项发明被中国专利局授予了发明专利。
还是国家级有突出贡献专家和“中国工程设计大师”。
1999年，当选为中国工程院院士。 